# Monika Karsch
Pour les articles homonymes, voir Karsch.
Monika Karsch est une tireuse sportive allemande née le 22 décembre 1982 à Schongau. Elle a remporté la médaille d'argent en pistolet à 25 m aux Jeux olympiques d'été de 2016 à Rio de Janeiro.